# Theodor Klem
Johannes Theodor Klem (ur. 20 stycznia 1889 w Kristianii, zm. 15 lipca 1963 w Oslo) – norweski wioślarz, dwukrotny medalista olimpijski.
Wystąpił na igrzyskach olimpijskich w Sztokholmie w 1912, gdzie norweska osada Kristiania Roklub w składzie: Mathias Torstensen, Henry Larsen, Theodor Klem, Haakon Tønsager i Ejnar Tønsager (sternik) zdobyła brązowy medal w czwórkach ze sternikiem. W walce o finał Norwegowie przegrali z ostatecznymi srebrnymi medalistami, Brytyjczykami z osady Thames Rowing Club, o 0,4 skundy. Na rozgrywanych osiem lat później igrzyskach olimpijskich w Antwerpii wspólnie z Birgerem Varem, Henrym Larsenem, Perem Gulbrandsenem i Thoralfem Hagenem (sternik) ponownie zajął trzecie miejsce w czwórkach ze sternikiem.